# 北约防务学院
41°48′25″N 12°29′28″E / 41.807°N 12.491°E
北约防务学院 （英語：NATO Defense College）是北约成立的一所国际军事学院，校址位于意大利罗马。

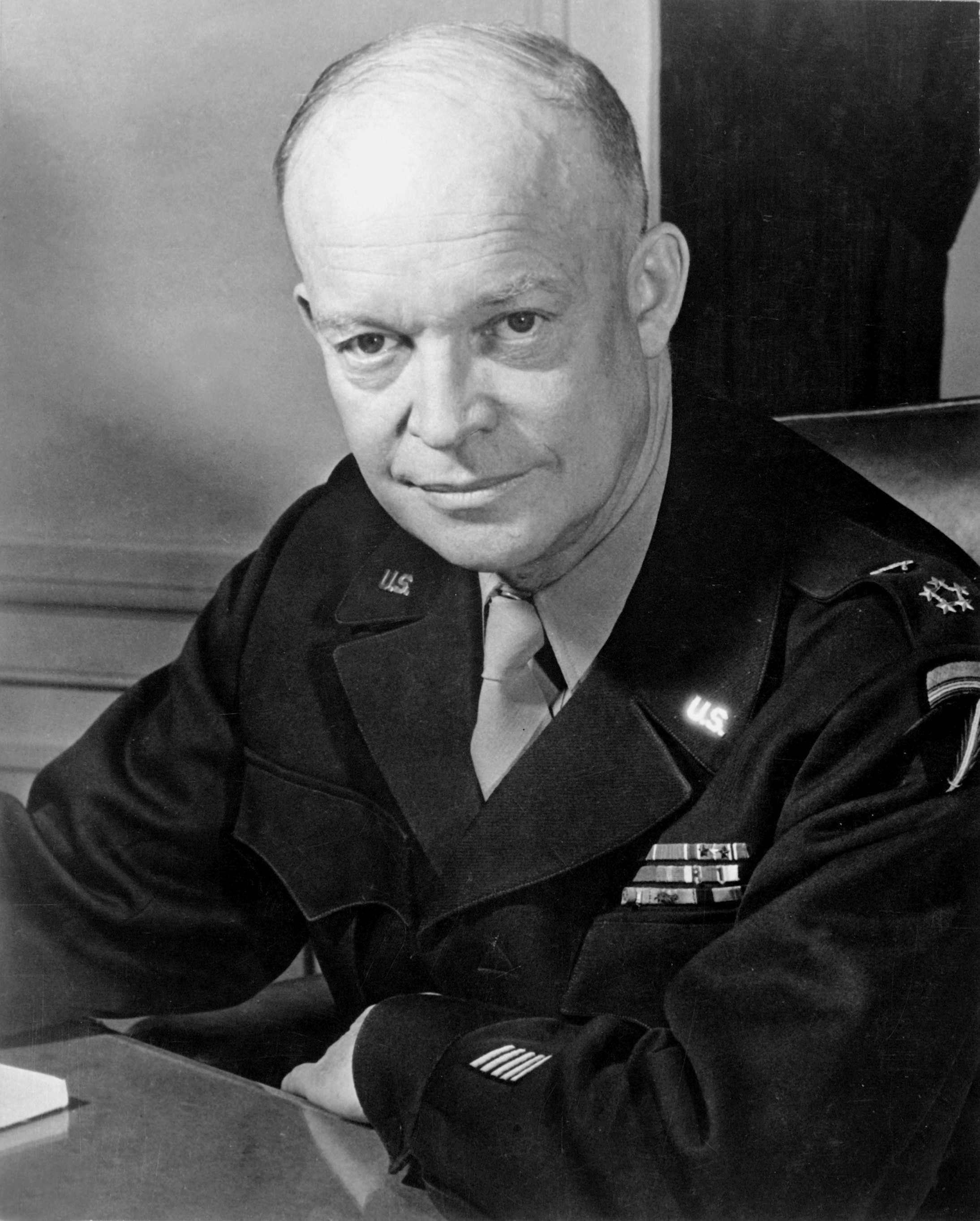
Dwight D. Eisenhower

## 历史
欧洲战区第一任总司令、1950年－1952年担任北约武装力量最高司令的德怀特·艾森豪威尔是该校的创建者，以为北约培训专业人才。1951年11月19日在巴黎首次开课。1966年，学校搬迁至罗马。

## 使命
- 增进联盟的团结与效力
- 加强军事问题的战略思维
- 发展教育、学习与研究：
  - 培养指挥官
  - 军事研究
  - 与其他教育机构进行合作